# Premnas biaculeatus

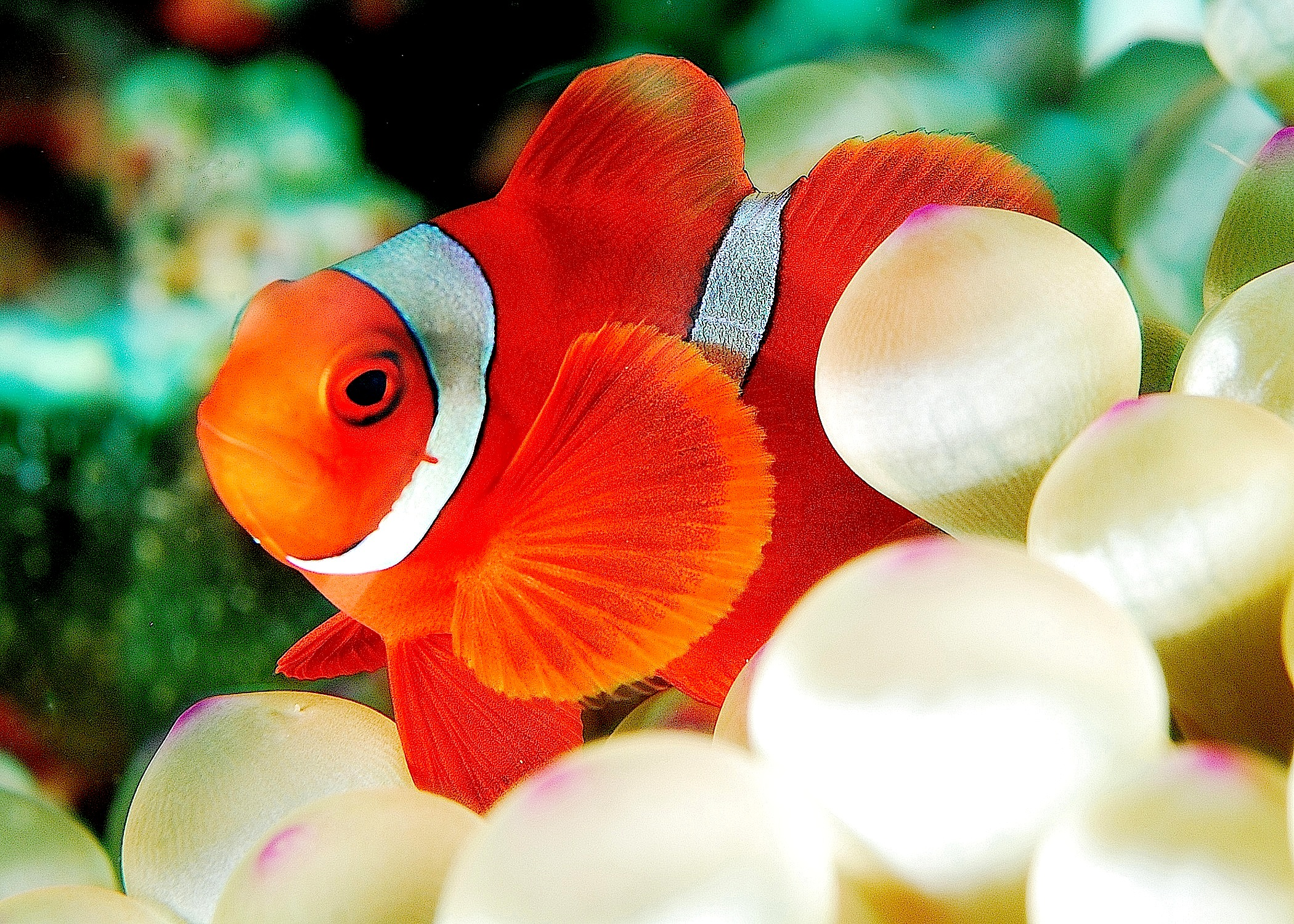
P. biaculeatus juvenil

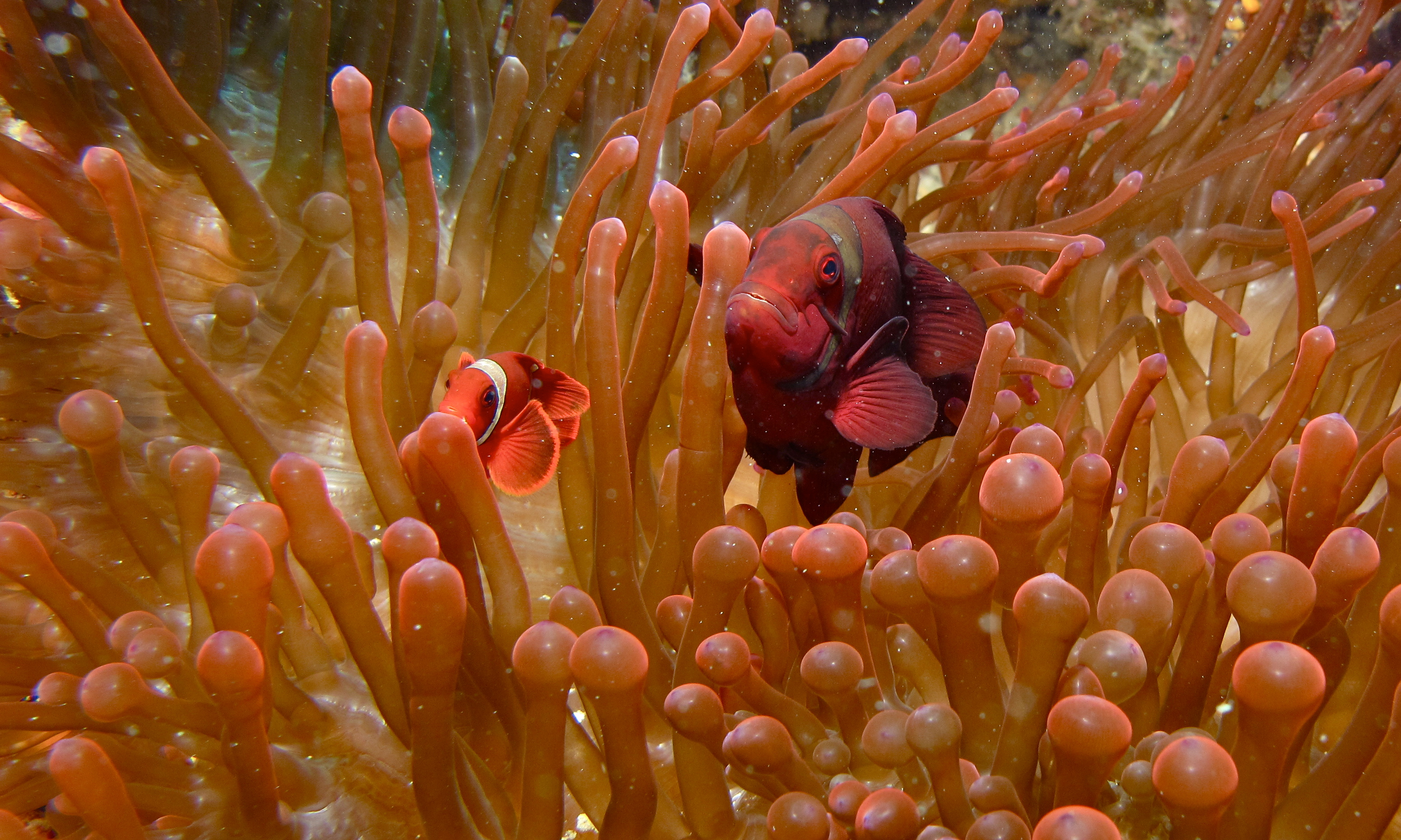
Pareja de Premnas biaculeatus en Entacmaea quadricolor, la hembra es claramente mayor y más oscura de coloración

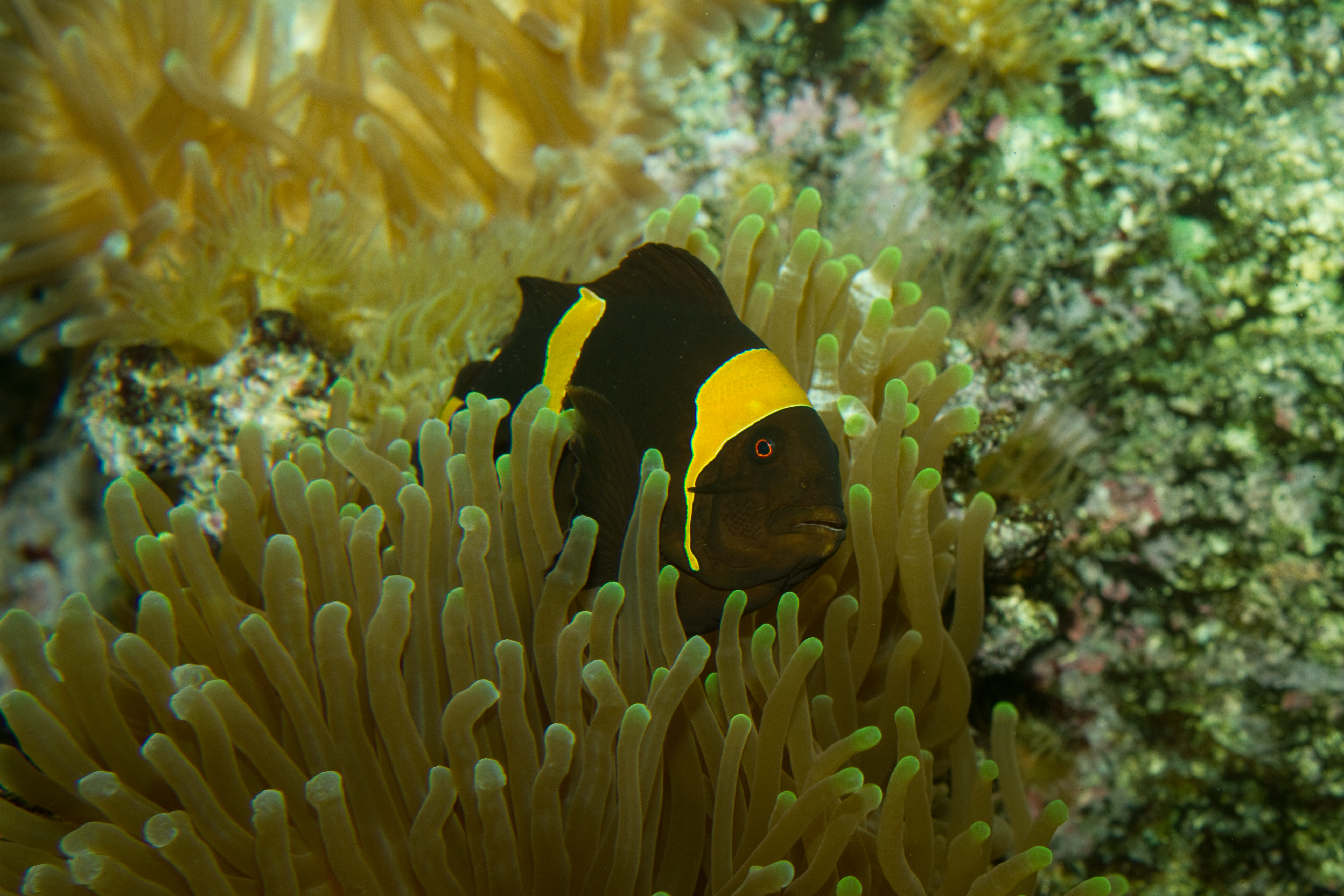
Ejemplar hembra adulta

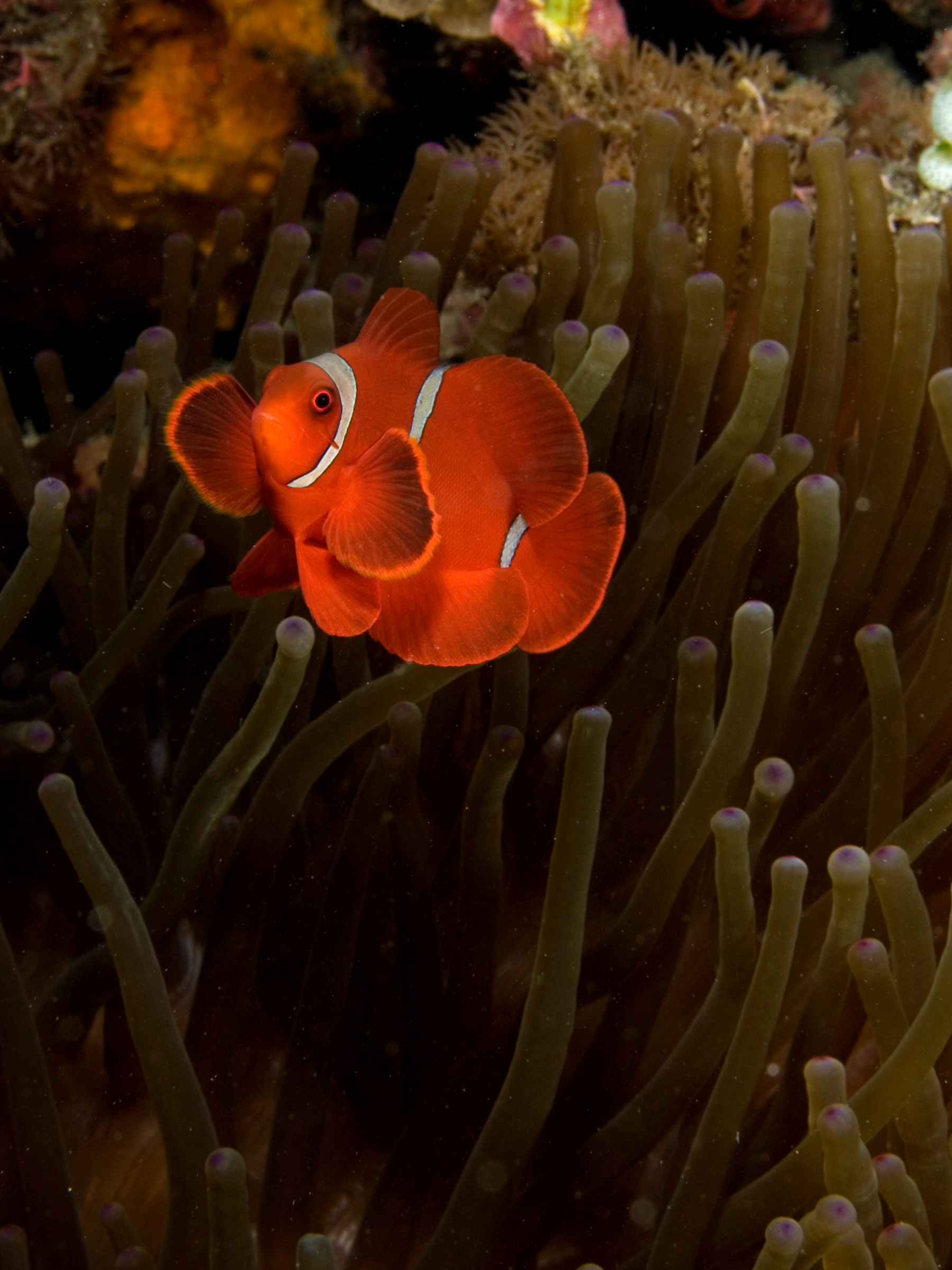

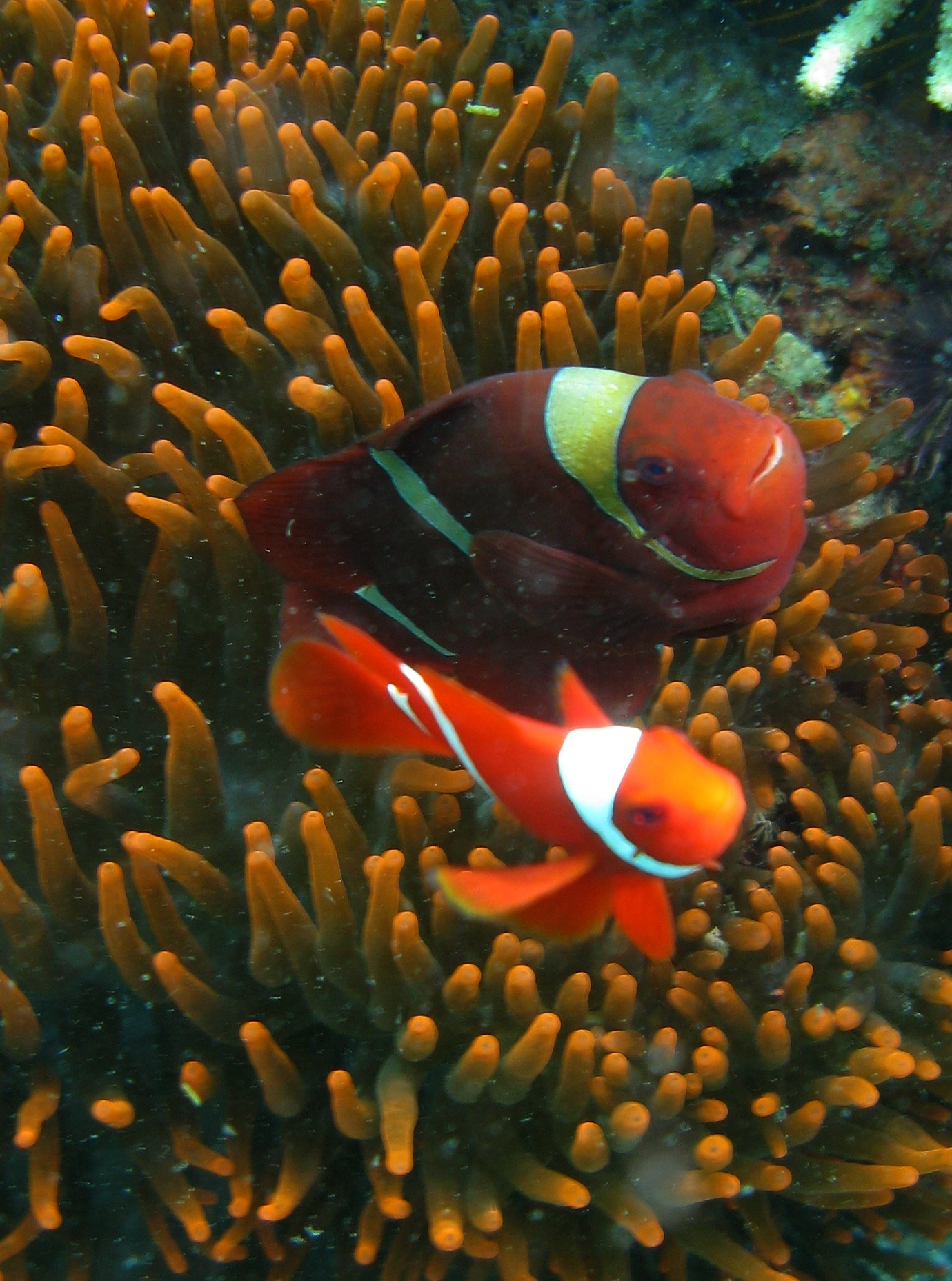
Pareja de P. biaculeatus en Entacmaea quadricolor (sin bulbos en los tentáculos), Indonesia

El pez payaso marrón (Premnas biaculeatus) es una especie de pez de la familia Pomacentridae y la subfamilia Amphiprioninae. Es el único pez payaso que no pertenece al género Amphiprion, pues es la única especie del género Premnas.
Es un pez muy vistoso, debido a su intenso color. Sumamente territorial, tiene un comportamiento muy agresivo con cualquier compañero de arrecife que se aproxime a su anémona, especialmente la especie Entacmaea quadricolor, o Macrodactyla doreensis,  con las que convive en una relación mutualista.
Como todos los peces payaso, es una especie muy popular en acuariofilia.

## Morfología
Fusiformes, poseen 3 bandas que cruzan verticalmente su cuerpo. A través de las diferencias en su coloración se abre el debate sobre la posibilidad de que sean dos especies distintas dentro del mismo género. Una variedad sería la “White band” o banda blanca, y la otra es denominada como “Golden strip”, debido a la coloración amarillo / dorada de sus bandas, que van acentuándose conforme avanza hacia la madurez el animal.
El cuerpo y las aletas son de un color rojo intenso y vivo en los machos y ejemplares juveniles, siendo más pardo y cercano al negro en las hembras.
Cuenta con 10 espinas y 17-18 radios blandos dorsales, 2 espinas y 13-15 radios blandos anales. Tienen una distintiva espina preopercular a cada lado de la cara.
Alcanza los 17 cm de longitud, en el caso de las hembras, que, como en todas las especies de pez payaso, son mucho mayores que los machos. Su tamaño habitual de adulto es de 13 cm.

## Hábitat y distribución
Suele verse en lagunas protegidas de arrecifes coralinos, entre 1 y 16 metros de profundidad.
Los adultos suelen encontrarse emparejados y conviviendo en una relación de mutualismo con ejemplares de anémonas Entacmaea quadricolor o Macrodactyla doreensis.
Se distribuye en el océano Indo-Pacífico, desde la India e Indonesia, hasta las Islas Salomón. Es especies nativa de Australia, Birmania, Filipinas, Fiyi, India (Andaman), Indonesia, Malasia, Micronesia, Nueva Caledonia, Palaos, Papúa Nueva Guinea, islas Salomón, Tailandia, Vanuatu y Vietnam.

## Alimentación
En la naturaleza se nutre principalmente de zooplancton y algas bentónicas.

## Reproducción
Presentan dimorfismo sexual, siendo los machos de menor tamaño que las hembras. Como todos los peces payaso, son hermafroditas protándricos, nacen todos machos, pero pueden cambiar de sexo, siendo los individuos más grandes y/o dominantes los que normalmente mutan a hembras.
La reproducción puede tener lugar a lo largo de todo el año, dependiendo de la temperatura del agua, siendo más frecuente en primavera y verano, con el aumento de las temperaturas.
Son ovíparos, y los huevos demersales son adheridos mediante un mucus, al sustrato. Los huevos, que pueden variar de 100 a 1000 por puesta, son transparentes y elípticos, y miden entre 3-4 mm. El macho se encarga de oxigenar la puesta hasta el nacimiento de los alevines.
Los alevines eclosionan entre 6-7 días después de la fertilización, manteniéndose de 7 a 14 días en estado larval pelágico, arrastrados por las corrientes. Esta fase es la más peligrosa para ellos si no encuentran alimento. Pasado este periodo, abandonan la columna de agua y nadan al fondo, transformando, en un día aproximadamente, su patrón de coloración a la de los adultos.
Su expectativa de vida en la naturaleza es entre 6 y 10 años, reduciéndose entre 3 y 5 en cautividad, en condiciones óptimas.

## Mantenimiento
Es apto para acuario de arrecife, pero no se debe introducir ni con otras especies de peces payaso, ni juntar más de un ejemplar macho en el mismo ecosistema. Si se va a mantener con otras especies, conviene introducir individuos juveniles, y hacerlo de tal forma que sea la última especie en integrarse al conjunto.
Acepta tanto artemia y mysis congelados, como alimentos disecados. 